# Miss You (롤링 스톤스의 노래)
〈Miss You〉는 믹 재거와 키스 리처즈가 작곡한 곡이다. 음반 《Some Girls》를 한 달 앞둔 1978년 5월 롤링 스톤스 레코드에서 롤링 스톤스에 의해 싱글로 발매되었으며, 빌보드 핫 100에서 1위, 영국 싱글 차트 3위로 정점을 찍었다. "스페셜 디스코 버전"이라고 불리는 확장 버전은 12인치 싱글에서 밴드의 첫 번째 댄스 리믹스로 발매되었다.